# Mactan
Mactan ist eine Insel des philippinischen Archipels der Visayas und erstreckt sich östlich der langgestreckten Insel Cebu in der Straße von Cebu unmittelbar gegenüber der Stadt Cebu City und Mandaue City.

## Geografie
Die Insel ist Teil der Provinz Cebu und teilt sich in Lapu-Lapu City und die eigenständig verwaltete Gemeinde von Cordova. Die Insel ist über zwei Brücken, die Marcelo Fernan Brücke (Mactan II Bridge) und die ältere, die Mactan-Mandaue Brücke, mit der Stadt Mandaue City verbunden. 5 km im Südosten liegt die kleinere Insel Olango, getrennt durch den Hilutungan Kanal, in dem auch die Insel Gilutongan Island liegt. Die Insel Mactan wird zu den Gewässern des Danajon-Riffsystems im Süden der Camotes-See gezählt. Sie besteht hauptsächlich aus Kalkstein, das von alten Korallenriffen gebildet wurde, was auch deutlich an ihrer nördlichen, noch unverbauten Küste sichtbar ist.

## Marcelo Fernan Bridge

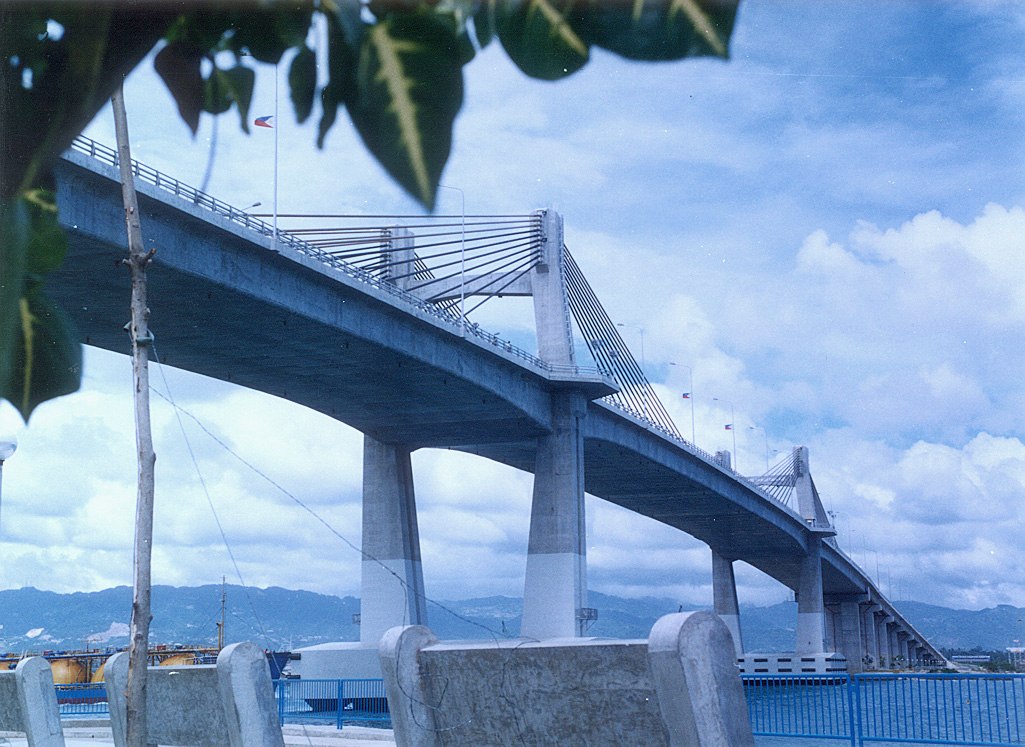
Marcelo Fernan Bridge

Die Marcelo Fernan Bridge ist eine Schrägseilbrücke und überspannt den Mactan-Kanal. Eröffnet im August 1999, versucht sie das hohe Verkehrsaufkommen zu entlasten, dem die alte Mactan-Mandaue-Brücke nicht mehr gewachsen war. Sie hat eine Spannweite von 1237 Metern. Die Brücke ist eine der längsten und breitesten des Landes. Ihren Namen erhielt sie zu Ehren des Senators Marcelo Fernan, einer wichtigen politischen Figur von Cebu City.

## Geschichte

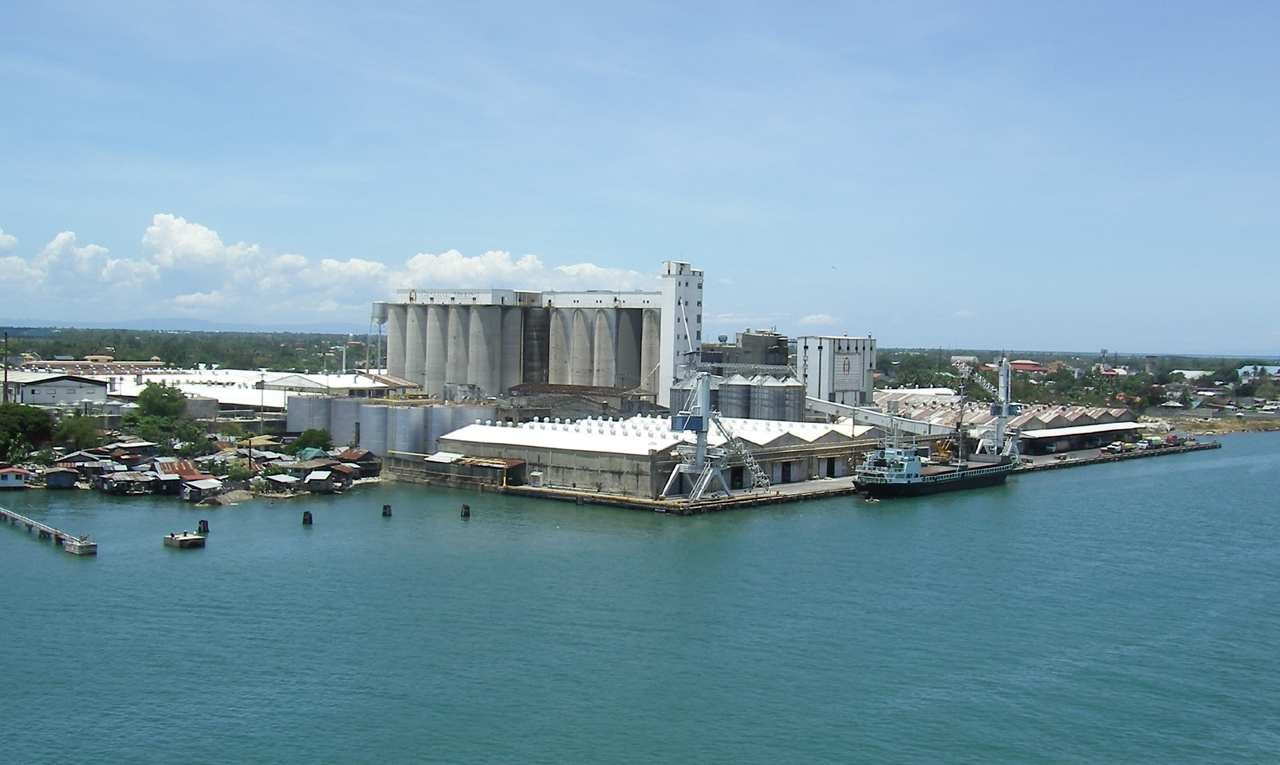
Mactan, Hafenanlagen, gegenüber Cebu City

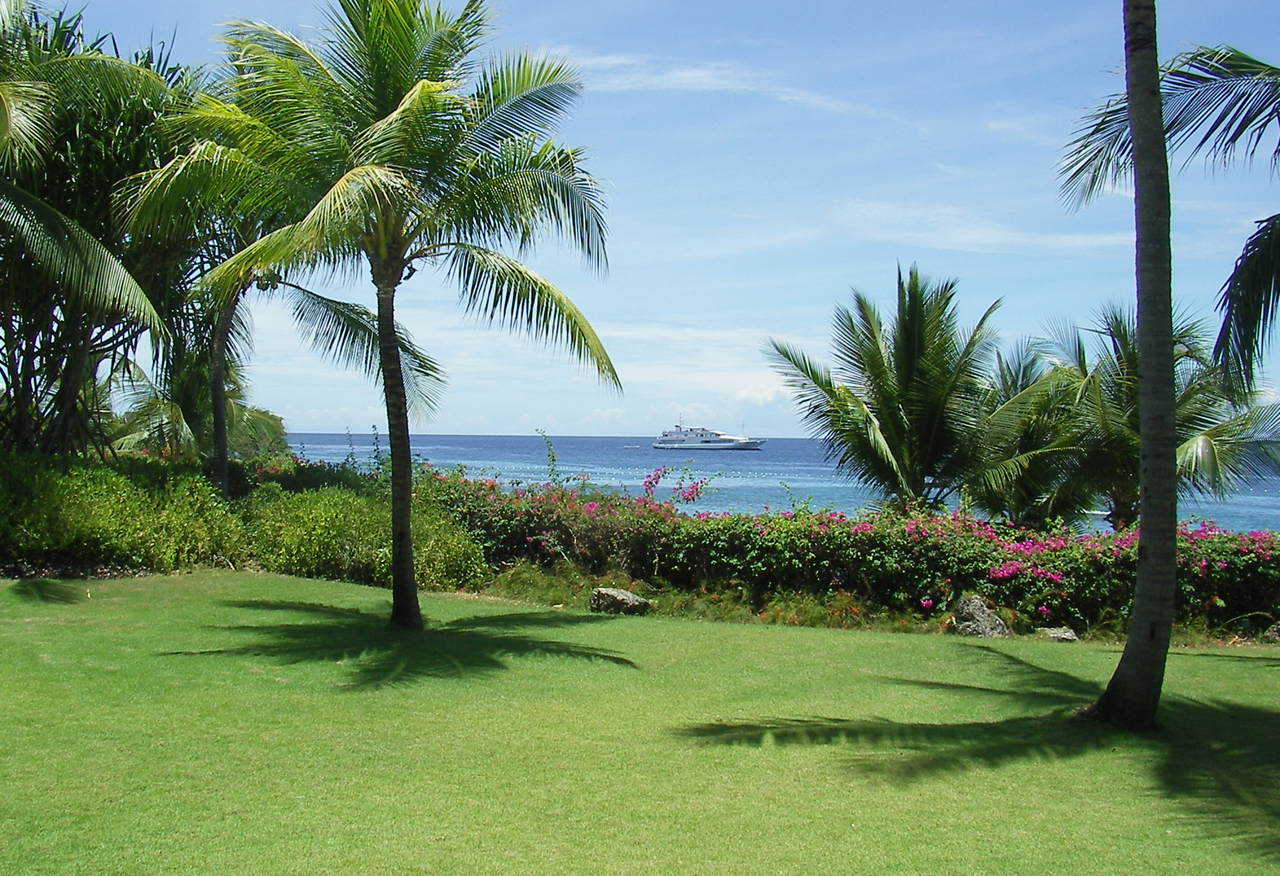
Luxus Strandanlage, Shangri-La

Mactan ist durch die Schlacht von Mactan bekannt, das erste Gefecht zwischen Filipinos und Europäern, und den damit verbundenen Tod von Ferdinand Magellan während der ersten Weltumsegelung der Geschichte. Magellan starb bei einem missglückten Angriff auf die Bewohner der Insel im Jahr 1521 durch die Hand des Stammeshäuptlings Lapu-Lapu, der die Oberherrschaft des Raja Humabon von Cebu und der spanischen Krone nicht anerkennen wollte.

## Weitere Informationen
Die Insel hat laut der Volkszählung aus dem Jahr 2000 eine Einwohnerzahl von 251.051 Menschen. Die Hauptsprache ist Cebuano, auch Visayan genannt.
Auf Mactan befinden sich der zweitwichtigste Flughafen der Philippinen, der Flughafen Mactan-Cebu sowie der Fracht- und Passagierhafen der Stadt Cebu City. Die Insel ist zudem für die zahlreichen, für den Tourismus erschlossenen Strände, Resorts und Hotels bekannt.
Die Insel ist für die Herstellung von Gitarren und Ukulelen bekannt.